# برایان میسوناو
برایان میسوناو (انگلیسی: Brian Maisonneuve؛ زادهٔ ۲۸ ژوئن ۱۹۷۳) بازیکن سابق و مربی فوتبال اهل ایالات متحده آمریکا است.
از باشگاه‌هایی که در آن بازی کرده‌است می‌توان به باشگاه فوتبال کلمبوس کرو اشاره کرد.
وی همچنین در تیم ملی فوتبال ایالات متحده آمریکا بازی کرده‌است.